# Diocesi di Bilta
La diocesi di Bilta (in latino Dioecesis Biltensis) è una sede soppressa e sede titolare della Chiesa cattolica.

## Storia
Bilta, identificabile forse con le rovine di Sidi-Salah-El-Balthi nell'odierna Tunisia, è un'antica sede episcopale della provincia romana dell'Africa Proconsolare, suffraganea dell'arcidiocesi di Cartagine.
Sono quattro i vescovi noti di questa sede. Il primo è Cecilio, che prese parte al concilio di Cartagine convocato il 1º settembre 256 da san Cipriano per discutere della questione relativa alla validità del battesimo amministrato dagli eretici, e figura al 1º posto nelle Sententiae episcoporum. Tra i vescovi presenti alla conferenza di Cartagine del 411, che vide riuniti assieme i vescovi cattolici e donatisti dell'Africa, partecipò il donatista Felicianus Viltensis, il quale dichiarò di non avere competitori cattolici nella sua diocesi. Al sinodo di Cartagine del 525 era presente Restitutus episcopus plebis Viltensis. Infine l'ultimo vescovo noto è Theodorus gratia Dei episcopus sanctae ecclesiae Biltensis, che fu uno dei firmatari della lettera indirizzata dai vescovi della Bizacena nel 646 al patriarca Paolo di Costantinopoli.
Dal 1933 Bilta è annoverata tra le sedi vescovili titolari della Chiesa cattolica; dal 15 gennaio 2007 il vescovo titolare è Emigdio Duarte Figueroa, già vescovo ausiliare di Culiacán.

## Cronotassi

### Vescovi
- Cecilio † (menzionato nel 256)
- Feliciano † (menzionato nel 411) (vescovo donatista)
- Restituto † (menzionato nel 525)
- Teodoro † (menzionato nel 646)

### Vescovi titolari
- Salvador Montes de Oca † (22 dicembre 1934 - 1940 dimesso)
- Joseph Moran Corrigan † (3 febbraio 1940 - 9 giugno 1942 deceduto)
- Manuel Hurtado y García † (13 gennaio 1943 - 24 aprile 1947 nominato vescovo di Tarazona)
- Knut Ansgar Nelson, E.B.C. † (11 agosto 1947 - 1º ottobre 1957 succeduto vescovo di Stoccolma)
- Vittore Ugo Righi † (14 ottobre 1961 - 28 aprile 1980 deceduto)
- Rubens Augusto de Souza Espínola † (20 dicembre 1980 - 12 ottobre 1985 nominato vescovo di Paranavaí)
- Severino Miguel Pelayo † (19 dicembre 1985 - 26 febbraio 1995 deceduto)
- Juan de la Cruz Barros Madrid (12 aprile 1995 - 21 novembre 2000 nominato vescovo di Iquique)
- Salvatore Di Cristina (23 dicembre 2000 - 2 dicembre 2006 nominato arcivescovo di Monreale)
- Emigdio Duarte Figueroa, dal 15 gennaio 2007